# 仙玉鹟
，是雀形目玉鹟科仙玉鹟属的一种鸟类。
仙玉鹟体重约5.9克，翼长约54.2毫米，嘴峰长约12.3毫米，喙宽度约2.7毫米，喙厚度约2.9毫米，跗蹠长约17.6毫米，尾长约55.5毫米。仙玉鹟在其分布区内为留鸟，其栖息在半开放的灌木丛中，食性为肉食性，主要食物来源是陆生无脊椎动物。

## 亚种
- ：在南非西南部繁殖；冬季至纳米比亚南部越冬。
- ：繁殖于莱索托；在南非东北部越冬。
- ：繁殖于南非中南部；越冬于南非自由邦省。[4]